# Corpse-paint

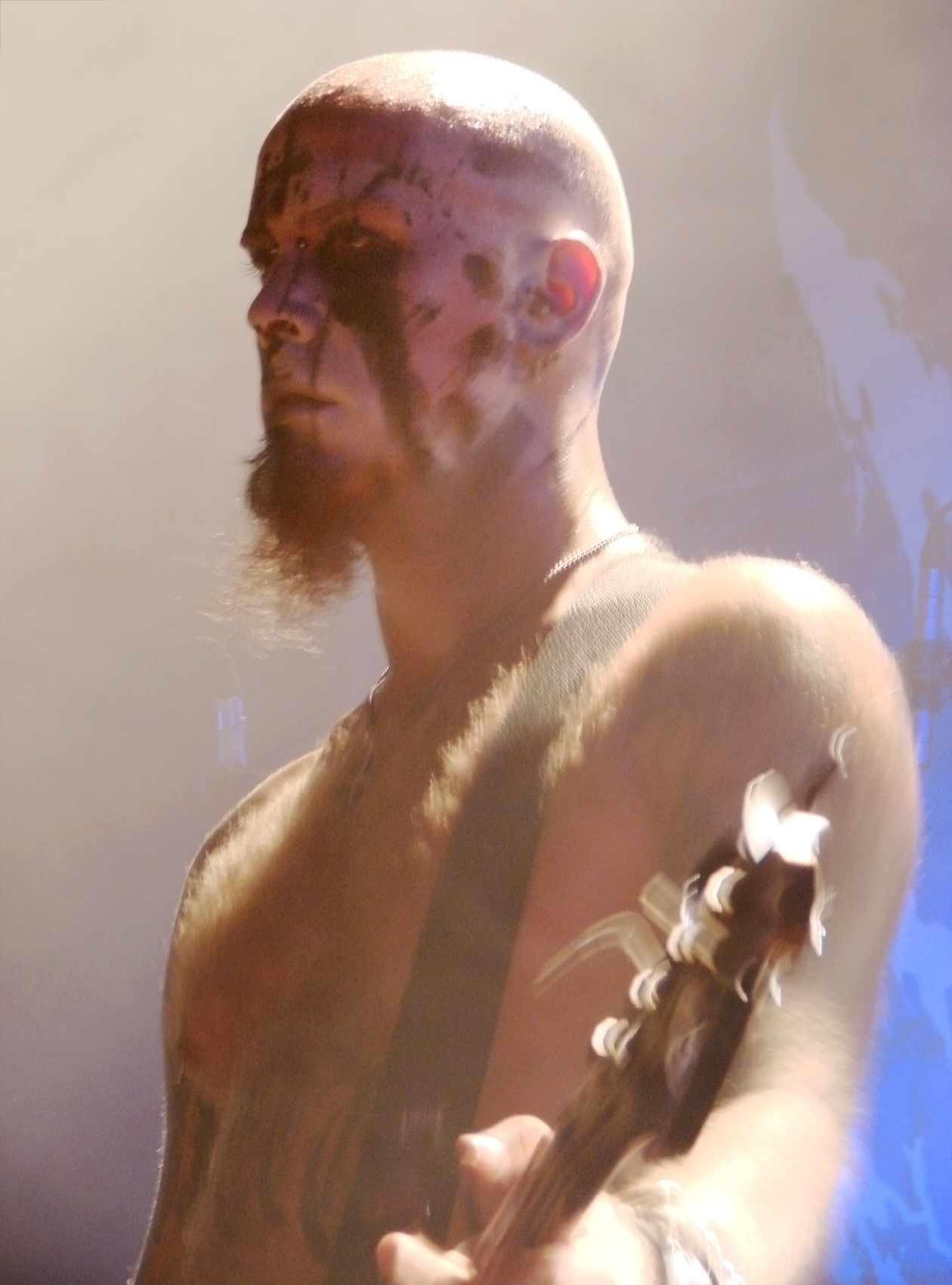
Een bandlid met corpse-paint.

Corpse-painting is het "verven" van je lichaam, het wordt vaak gebruikt in de underground blackmetalscene. Dit doen vele bands om hun muziek kracht bij te zetten of om een bepaalde kenmerkende stijl uit te dragen. Dit gaat dan vaak gepaard met het dragen van zwart leer, spikes en kogelriemen. De hoofdkleuren zijn zwart en wit. 'Corpse' is het Engelse woord voor 'lijk' en 'paint' is 'verf'.  
Een andere term, meer algemene, term is bodypainting. Het wordt gebruikt in sommige culturen en in de westerse maatschappij dient het meer voor versiering voor bijvoorbeeld carnaval. Op eroticabeurzen wordt het ook gebruikt, maar dan zijn het meer fluorescerende kleuren.
Naast gebruik binnen de blackmetalscene is face-paint gebruikt door diverse figuren in de rockmuziek. Bekende voorbeelden zijn Arthur Brown, Alice Cooper, KISS, en leden van The Misfits.